# Casa de Ferrari (Valladolid)
La casa de Ferrari es un inmueble de la ciudad española de Valladolid.

## Descripción
En el inmueble, que se encuentra en la calle del mismo nombre de la ciudad española de Valladolid, nació en 1850 el poeta Emilio Ferrari. El escultor Aurelio Rodríguez-Vicente Carretero esculpió una lápida en su honor que se inauguró en 1911. El inmueble aparece descrito en el Compendio histórico-descriptivo y guía general de Valladolid (1922) de Casimiro González García-Valladolid con las siguientes palabras:

Casa de Ferrari, calle de su nombre, número 18. Su fachada ostenta una lápida de piedra con el busto del vate y la siguiente inscripción: «En esta casa nació el eminente poeta Emilio Ferrari. Esta lápida es homenaje sentido que Valladolid dedica a uno de sus más preclaros hijos. * 25 Febrero 1850 † 1 Noviembre 1907. Septiembre 1911.» La esculpió el escultor don Aurelio Rodríguez Vicente Carretero, y se inauguró el 25 de Septiembre de 1911
(González García-Valladolid, 1922, pp. 103-104)